# Costa Rica en el Campeonato de Naciones de la Concacaf de 1963
La selección de fútbol de Costa Rica fue uno de los nueve equipos participantes en el torneo por entonces conocido como «Campeonato de Naciones de la Concacaf», en su edición de 1963. Dicho certamen se realizó en El Salvador entre el 23 de marzo y el 7 de abril de ese año.
Costa Rica comenzó el campeonato en el grupo B, propinando una goleada de 6-0 contra Jamaica. Después, ganó por el mínimo marcador a las Antillas Neerlandesas y para cerrar el grupo, empató contra México en un reñido partido sin goles.
Los ticos pasaron como primeros de su grupo a la fase final, donde se jugó cada dos días los tres juegos. El primero fue contra el anfitrión El Salvador, ganando por un contundente 4-1.
Nuevamente por la mínima vencieron a las Antillas Neerlandesas y el encuentro final fue el que definió el campeonato, ya que al vencer a Honduras por 2-1 selló el primer título obtenido en el Campeonato de Naciones.

## Plantel
| #    | Pos.           | Nombre              | Fecha de nacimiento (edad)        | Club                |
| ---- | -------------- | ------------------- | --------------------------------- | ------------------- |
| 1    | POR            | Emilio Sagot        | 26 de febrero de 1942 (21 años)   | Orión               |
| 2    | POR            | Mario Pérez         | 11 de abril de 1936 (26 años)     | Saprissa            |
| 3    | POR            | Asdrúbal Meneses    | 21 de junio de 1936 (26 años)     | Cartaginés          |
| 4    | DEF            | Mario Cordero       | 7 de abril de 1930 (32 años)      | Saprissa            |
| 5    | DEF            | Edgar Zúñiga        | 16 de octubre de 1941 (21 años)   | Alajuelense         |
| 6    | DEF            | Álvaro Grant        | 13 de febrero de 1938 (25 años)   | Herediano           |
| 7    | DEF            | Alex Sánchez        | 20 de julio de 1930 (32 años)     | Alajuelense         |
| 8    | DEF            | Giovanni Rodríguez  | 8 de enero de 1936 (27 años)      | Saprissa            |
| 9    | DEF            | Guillermo Hernández | 11 de octubre de 1933 (29 años)   | Saprissa            |
| 10   | CEN            | Edgar Quesada       | 16 de agosto de 1931 (31 años)    | Herediano           |
| 11   | CEN            | Juan José Gámez     | 8 de julio de 1939 (23 años)      | Alajuelense         |
| 12   | CEN            | Carlos Marín        | 28 de mayo de 1940 (22 años)      | Herediano           |
| 13   | CEN            | Rodolfo Madriz      | 4 de julio de 1940 (22 años)      | Cartaginés          |
| 14   | CEN            | William Quirós      | 10 de octubre de 1941 (21 años)   | Saprissa            |
| 15   | DEL            | Enrique Córdoba     | 1 de agosto de 1938 (24 años)     | Cartaginés          |
| 16   | DEL            | Edgar Marín         | 22 de mayo de 1943 (19 años)      | Saprissa            |
| 17   | DEL            | Leonel Hernández    | 3 de octubre de 1943 (19 años)    | Cartaginés          |
| 18   | DEL            | Rubén Jiménez       | 9 de diciembre de 1932 (30 años)  | Saprissa            |
| 19   | DEL            | Walter Pearson      | 2 de diciembre de 1939 (23 años)  | Alajuelense         |
| 20   | DEL            | Víctor Luis Vázquez | 29 de marzo de 1939 (23 años)     | Saprissa            |
| 21   | DEL            | Héctor Coto         | 22 de marzo de 1945 (18 años)     | Cartaginés          |
| 22   | DEL            | Guillermo Elizondo  | 28 de abril de 1937 (25 años)     | Uruguay de Coronado |
| 23   | DEL            | Juan González       | 27 de diciembre de 1941 (21 años) | Alajuelense         |
| Ent. | Alfredo Piedra | Alfredo Piedra      | Alfredo Piedra                    | Alfredo Piedra      |

## Resultados

### Grupo B
Jugado en Santa Ana.
| Equipo                | Pts. | PJ | PG | PE | PP | GF | GC | Dif |
| --------------------- | ---- | -- | -- | -- | -- | -- | -- | --- |
| Costa Rica            | 5    | 3  | 2  | 1  | 0  | 7  | 0  | 7   |
| Antillas Neerlandesas | 4    | 3  | 2  | 0  | 1  | 4  | 3  | 1   |
| México                | 3    | 3  | 1  | 1  | 1  | 9  | 2  | 7   |
| Jamaica               | 0    | 3  | 0  | 0  | 3  | 1  | 16 | -15 |

| 24 de marzo de 1963 | Costa Rica                                                   | 6:0 (3:0) | Jamaica | Estadio Santaneco, Santa Ana    |                                 |
|                     | Marín 29', 35' · Gámez 37', 77' · González 73' · Vázquez 83' |           |         | Árbitro(s): Jorge Montes de Oca | Árbitro(s): Jorge Montes de Oca |

| 28 de marzo de 1963 | Costa Rica         | 1:0 (1:0) | Antillas Neerlandesas | Estadio Santaneco, Santa Ana |                             |
|                     | Cordero 38' (pen.) |           |                       | Árbitro(s): Saúl de la Rosa  | Árbitro(s): Saúl de la Rosa |

| 30 de marzo de 1963 | Costa Rica | 0:0 | México | Estadio Santaneco, Santa Ana |  |
|                     |            |     |        | Árbitro(s): Saúl de la Rosa  |  |

### Fase final
Jugado en San Salvador.
| Equipo                | Pts. | PJ | PG | PE | PP | GF | GC | Dif |
| --------------------- | ---- | -- | -- | -- | -- | -- | -- | --- |
| Costa Rica            | 6    | 3  | 3  | 0  | 0  | 7  | 2  | 5   |
| El Salvador           | 4    | 3  | 2  | 0  | 1  | 7  | 6  | 1   |
| Antillas Neerlandesas | 2    | 3  | 1  | 0  | 2  | 6  | 5  | 1   |
| Honduras              | 0    | 3  | 0  | 0  | 3  | 2  | 9  | -7  |

| 3 de abril de 1963 | El Salvador | 1:4 (0:2) | Costa Rica                           | Estadio Flor Blanca, San Salvador                           |                                                             |
|                    | Chacón 49'  |           | González 17', 22', 72' · Pearson 76' | Asistencia: 35 000 espectadores Árbitro(s): Saúl de la Rosa | Asistencia: 35 000 espectadores Árbitro(s): Saúl de la Rosa |

| 5 de abril de 1963 | Antillas Neerlandesas | 0:1 (0:0) | Costa Rica  | Estadio Flor Blanca, San Salvador                               |                                                                 |
|                    |                       |           | Pearson 54' | Asistencia: 35 000 espectadores Árbitro(s): Jorge Montes de Oca | Asistencia: 35 000 espectadores Árbitro(s): Jorge Montes de Oca |

| 7 de abril de 1963 | Costa Rica                | 2:1 (0:0) | Honduras | Estadio Flor Blanca, San Salvador                               |                                                                 |
|                    | Córdoba 52' · Jiménez 59' |           | Cruz 49' | Asistencia: 35 000 espectadores Árbitro(s): Jorge Montes de Oca | Asistencia: 35 000 espectadores Árbitro(s): Jorge Montes de Oca |

|                                |
| Bandera de Costa Rica          |
| Campeón Costa Rica 1.er título |

## Estadísticas

### Clasificación general
| Pos. | Selección             | Pts. | PJ | PG | PE | PP | GF | GC | Dif | Rend. |
| ---- | --------------------- | ---- | -- | -- | -- | -- | -- | -- | --- | ----- |
| 1    | Costa Rica            | 11   | 6  | 5  | 1  | 0  | 14 | 2  | 12  | 91.7% |
| 2    | El Salvador           | 9    | 7  | 3  | 3  | 1  | 17 | 11 | 8   | 64.3% |
| 3    | Antillas Neerlandesas | 6    | 6  | 3  | 0  | 3  | 10 | 8  | 2   | 50%   |
| 4    | Honduras              | 7    | 7  | 3  | 1  | 3  | 8  | 12 | -4  | 50%   |
| 5    | Panamá                | 4    | 4  | 1  | 2  | 1  | 8  | 4  | 4   | 50%   |
| 6    | Guatemala             | 4    | 4  | 1  | 2  | 1  | 7  | 6  | 1   | 50%   |
| 7    | México                | 3    | 3  | 1  | 1  | 1  | 9  | 2  | 7   | 50%   |
| 8    | Nicaragua             | 0    | 3  | 0  | 0  | 3  | 2  | 15 | -13 | 0%    |
| 9    | Jamaica               | 0    | 3  | 0  | 0  | 3  | 1  | 16 | -15 | 0%    |

### Goleadores
| Jugador             |   | PJ |
| ------------------- | - | -- |
| Juan González       | 4 | 6  |
| Walter Pearson      | 2 | 3  |
| Edgar Marín         | 2 | 5  |
| Juan José Gámez     | 2 | 6  |
| Enrique Córdoba     | 1 | 4  |
| Mario Cordero       | 1 | 5  |
| Rubén Jiménez       | 1 | 5  |
| Víctor Luis Vázquez | 1 | 5  |